# Emausaurus
Emausaurus is een geslacht van uitgestorven plantenetende ornithischische dinosauriërs, behorend tot de groep van de Thyreophora, dat tijdens het Vroeg-Jura leefde in het gebied van het huidige Duitsland.

## Vondst en naamgeving
De typesoort Emausaurus ernsti werd in 1990 benoemd en beschreven door Harmut Haubold. De geslachtsnaam is een acroniem voor Ernst-Moritz-Arndt-Universität. De soortaanduiding eert geologiestudent Werner Ernst, die de resten in de zomer van 1963 kreeg van Werner Wollin, de voorman van een leemput bij Grimmen. De botten bevonden zich in een steenknol of geode, 16,5 bij 11 centimeter in grootte, die eerst systematisch onderzocht werd door professor Hans Wehrli die de beenderen vrijmaakte door het omringende kalkgesteente met mierenzuur op te lossen. Deze maakte echter geen haast met de bestudering en toen hij in 1978 overleed, was het belangrijkste onderdeel, de schedel, nog onbeschreven. Pas in het voorjaar van 1988 werd de studie van het specimen weer opgenomen door Haubold.
Het fossiel holotype SGWG 85 is gevonden in een mariene afzetting die stamt uit het vroege Toarcien, ongeveer 180 miljoen jaar oud; de laag heeft geen speciale naam. Het bestaat uit de bijna complete rechterkant van een schedel, een rechteronderkaak en vier delen van het lichaamspantser, waaronder kegelvormige schubben en een stekelbasis. Van de rest van het skelet zijn wat botfragmenten geborgen: tien stukken rib, zes stukken wervel en vier delen van de ledematen waaronder een stuk spaakbeen, een middenvoetsbeen en een voetklauw, maar die zijn slecht geconserveerd. Het betreft vermoedelijk een nog onvolgroeid dier. In totaal zijn eenenvijftig elementen gevonden. Het karkas van het dier is vermoedelijk in een rivier terechtgekomen en naar zee gespoeld, waar het zo'n vijftig kilometer van de dichtstbijzijnde kustlijn verwijderd op de bodem zakte. Door het losmaken van de schedel uit het leem en de kalk en fouten gemaakt bij eerdere preparatie dreigt het fossiel alsnog te vergaan; in 2009 is een reddingspoging begonnen.

## Beschrijving
Emausaurus is een vrij kleine soort. Het holotype heeft een geschatte lichaamslengte van twee meter maar was nog niet volgroeid. De volwassen lengte is geschat op vier meter. De schedel heeft een geschatte lengte van ruim twaalf centimeter. 
De kop heeft een bol profiel met grote en wat platte oogkassen. De achterkant is hoog en bovenop plat, breder dan bij Scelidosaurus. Vóór de oogkas is er een ondiepe ovale uitholling, de fossa antorbitalis waarin zich een kleine fenestra antorbitalis bevindt. De snuit is spits en enigszins langgerekt maar de mate waarin kan niet precies worden vastgesteld doordat de punt ontbreekt. Samen met de onderkaak buigt de snuit naar beneden. De praemaxilla heeft een spatelvormige achterste tak. De praemaxilla draagt vijf enigszins naar achteren buigende spatelvormige tanden; de maxilla eenentwintig meer driehoekige tanden. De tanden hebben een enkelvoudige cilindervormige wortel; de kroon heeft aan beide zijden een verdikking in de lengterichting. De randen hebben ieder vier tot zes kartelingen. De bovenkant van de maxilla raakt over een grote lengte de spits toelopende neusbeenderen; iets lager steekt het buiten de tandenrij uit, een aanwijzing dat de soort wangen had. Het traanbeen heeft een neergaande tak die de fenestra antorbitalis raakt en zich om de voorste tak van het jukbeen wikkelt. De voorste bovenrand van de oogkas wordt gevormd door een groot voorste supraorbitale dat ook wel als een palpebrale gezien wordt.
De onderkaak draagt eenentwintig tanden voor een totaal van vierennegentig. Er is geen huidverbening aan de zijkant vastgegroeid. Hij is middenin wat toegeknepen en heeft achteraan een aanzienlijke hoogte wat de bijtkracht vanwege een iets verlaagd kaakgewricht nog doet toenemen. Dat gewricht heeft maar een korte lengte; mogelijkerwijs was alleen een simpele op-en-neergaande beweging mogelijk, hoewel dat niet blijkt uit de slijtvlakken van de tanden. Er schijnt geen predentarium te zijn geweest. De onderkaak toont een zijvenster. Er is geen osteoderm op het angulare.
De postcrania, de delen achter de schedel, zijn bij het fossiel slechts fragmentarisch bewaard gebleven en de resten geven geen bijzonderheden over de vorm. De voetklauw is twee centimeter lang. Misschien bedekten de pantserschubben beide zijden van het lichaam. De beenschubben zijn licht asymmetrisch met een kegelvormige verhoging. Ze zijn een halve tot anderhalve centimeter hoog. De stekels zijn wellicht een extreme uitgroei hiervan; het enige bewaarde exemplaar heeft een hoogte van vierenhalve centimeter en zou gaaf minstens vijfenhalve centimeter hoog geweest zijn. De stekel is tamelijk afgeplat en heeft een dikke verticale middenrichel boven een verbrede horizontale basis; het geheel heeft een zekere oppervlakkige gelijkenis met een stegosauriërplaat

## Fylogenie
Dong Zhimin plaatste Emausaurus in 2001 in de Scelidosauridae. Meestal wordt echter aangenomen — en dat is ook de plaatsing die Haubold gaf — dat het meer in het algemeen om een basaal lid van de Thyreophora gaat, die onder in de stamboom van die groep staat, een aftakking boven Scutellosaurus maar onder Scelidosaurus vertegenwoordigend. Hij is dan, hoewel in vorm erop gelijkend, niet meer aan deze laatste soort verwant dan aan de meer afgeleide Eurypoda.

## Levenswijze
Emausaurus liep vermoedelijk op normaliter al op vier poten, hoewel hij afstamde van kleine tweevoetige voorouders. Hij at dan lage gewassen tot een meter hoogte.